# Colombier (Vaud)
Colombier is een plaats en voormalige gemeente in het Zwitserse kanton Vaud en maakt deel uit van het district Morges.
Colombier telt 465 inwoners.

## Geschiedenis
Op 1 juli 2011 ging Colombier op in de gemeente Echichens.
- Gemeinsame Normdatei: 4216579-9
- Historisch woordenboek van Zwitserland: 002435